# نهائي دوري أبطال إفريقيا 2006
نهائي دوري أبطال أفريقيا 2006 هي المباراة النهائية للنسخة 42 إما هي المباراة النهائية للنسخة العاشرة بالنظام الجديد .
وتوج بها النادي الأهلي المصري على حساب الصفاقسي التونسي .

## الفرق
| الفريق   | وصول سابق (الخط الغليظ يشير إلى بطل تلك النسخه) |
| -------- | ----------------------------------------------- |
| الأهلي   | 5 (1982 ، 1983 ، 2001 ، 2005)                   |
| الصفاقسي | 0                                               |

## النهائي
| الأهلي        | 1-1   | الصفاقسي     |
| ------------- | ----- | ------------ |
| أبو تريكة 26' | تقرير | فريمبونج 53' |

| الصفاقسي | 1-0    | الأهلي          |
| -------- | ------ | --------------- |
|          | الأهلي | أبو تريكة 90+1' |